# 棠浦镇
棠浦镇，是中华人民共和国江西省宜春市宜丰县下辖的一个乡镇级行政单位。

## 行政区划
棠浦镇下辖以下地区：
棠浦集镇社区、高家村、岭下村、沐溪村、讲堂村、南坪村、东刘村、西刘村、稻香村、滠田村、袁谢村、沙塘村、枫林村、姚家村、塘岭村、骆家村、陈家村、澄溪村、棠浦村、车田村、北坑村和棠浦煤矿社区。